# Habenaria rosilloana
Habenaria rosilloana är en orkidéart som beskrevs av Roberto González Tamayo. Habenaria rosilloana ingår i släktet Habenaria och familjen orkidéer. Inga underarter finns listade i Catalogue of Life.